# أوفالين
أوفالين هو هيدروكربون عطري متعدد الحلقات، تتكون بنيته من عشر حلقات سداسية مندمجة، وله الصيغة الكيميائية C32H14، ويكون على شكل صلب أحمر-برتقالي اللون.

## الوفرة الطبيعية
يوجد الأوفالين طبيعياً بالقرب من المنافس المائية الحرارية القديمة، كما ينتج من عمليات التكسير في مصافي النفط.

## الخواص
يوجد المركب في الحالة العادية على شكل صلب أحمر برتقالي اللون، وهو عديم الانحلال في الماء، كما أنه صعب الانحلال أيضاً في المذيبات العضوية مثل البنزين والتولوين وثنائي كلورو الميثان.
نبدي محاليل المركب في ثنائي كلورو الميثان خواصاً فلورية ذات لون أخضر عند التعرض للأشعة فوق البنفسجية.

## اقرأ أيضاً
- كورونين